# Nasrín Sotúdeová
Nasrín Sotúdeová (* 30. května 1963 Teherán, Írán, نسرین ستوده‎ – Nasrín Sotúde) je íránská právnička v oblasti lidských práv a nositelka Sacharovovy ceny za svobodu myšlení.
Je vězněna íránským autoritářským režimem, v březnu 2019 byla odsouzena k 38 letům vězení a 148 ranám bičem.

## Život
Sotúdeová byla poprvé zadržena v roce 2010, kdy byla obviněna z činů proti národní bezpečnosti a propagandy proti režimu. Odsouzena byla v lednu 2011, a to k 11 letům vězení. Odvolací soud zmírnil její trest na šest let.
V roce 2012 ve vězení držela hladovku proti podmínkám uvěznění, nedostatečnému styku s rodinou a omezení cestování pro manžela a dceru. Hladovka, trvající 49 dní, se podepsala na jejím zdraví - vedla u ní k poruchám zraku, závratím a drastickému zhubnutí.
V září 2013 byla Sotúdeová nečekaně propuštěna, vrátila se pak ke své právnické profesi a obhajobám v oblasti lidských práv. Zastupovala také řadu žen, které protestovaly proti povinnému nošení hidžábu.
V červnu 2018 byla znovu zatčena a v březnu 2019 v nepřítomnosti odsouzena k 38 letům odnětí svobody a 148 ranám bičem. Evropský parlament vyzval Írán k jejímu okamžitému propuštění. Proti rozsudku protestuje také organizace Amnesty International.